# Nicolae Bănicioiu
Nicolae Bănicioiu (ur. 26 marca 1979 w Râmnicu Vâlcea) – rumuński polityk i lekarz stomatolog, w latach 2012–2014 minister młodzieży i sportu, w latach 2014–2015 minister zdrowia.

## Życiorys
Od 2002 do 2004 kierował organizacją studencką Uniunea Studenţilor din România. Absolwent Universitatea de Medicină și Farmacie „Carol Davila” din București, w 2004 ukończył na nim studia ze stomatologii. W 2005 został lekarzem rezydentem, a w 2007 asystentem na macierzystej uczelni.
Zaangażował się w działalność polityczną w ramach Partii Socjaldemokratycznej. W 2004 został wiceprzewodniczącym jej młodzieżówki Tineretul Social Democrat, a w 2006 wybrano go na przewodniczącego tej organizacji. Zasiadł również w zarządzie ECOSY. W 2004, 2008, 2012 i 2016 wybierano go do Izby Deputowanych. Od grudnia 2012 do marca 2014 zajmował stanowisko ministra młodzieży i sportu w drugim rządzie Victora Ponty. Od marca 2014 do listopada 2015 kierował resortem zdrowia w trzecim i czwartym gabinecie tego samego premiera. W 2018 przeszedł do ugrupowania PRO Rumunia.
Jest żonaty.